# 藤神敬也
藤神キョウヤ （ふじかみ きょうや、1967年8月20日 - ）は、三重県志摩市生まれ、津市育ちの、歌手、作曲家、編曲家。三重県立津西高等学校卒業。身長174cm、体重60kg、血液型はB型。通称 "Kyo-ya"。

## 活動
1995年布袋寅泰のシングル『スリル』、翌1996年にアルバム『King & Queen』にバッキング・ヴォーカルとして参加後、バンド活動を経てデビューシングル『eyes』をリリース。
2003年1月22日、ブロー・ウィンド・レコードよりメジャー・デビューシングル『マリア』リリース。
2004年以降は三重県を中心に松阪市の「新成人の集い」、紀伊長島町にて「ユネスコの集い」、志摩市立文岡中学校、志摩市立波切中学校、鳥羽市立鳥羽東中学校、津市立神戸小学校など定期的に学校、施設訪問ライブを行う。
2008年には三重県南伊勢町立南島西小学校の校歌の制作をする。
2023年 デビュー20周年記念アルバム『憎いアイツ☆』を配信リリース。

## ディスコグラフィー
藤神敬也
- 「eyes」/Water Moon Records 2001
- 「マリア」/ブロー・ウィンド・レコード 2003

Murder Pop circulation
- 「すべてを薔薇にかえて」/『THE FINAL EVOLUTION 97』収録/ポニーキャニオン 1998

## プロデュース・アレンジ
SYLPH
- 「Gloria」/ブロー・ウィンド・レコード 2002

逢瀬アキラ
- 「BIND/Dancing 13th Baby」 2014
- 「真紅の革命〜女帝に導かれし赤き帝国の進軍〜」 2015
- 「Vandalism:red」 2019

## 楽曲提供
川島なお美
- 「Actrice」[1]作曲 2009

うただ三斗と大門ゆう子
- 「I'm　総理!」作詞/作曲/編曲 2010

うただ三斗　　　
- 「哀愁花」作詞/作曲/編曲 2011

THE UNLIMITED 兵部恭介02
- 「BLAZING SHADOW」作曲 2013

## 参加作品
- 布袋寅泰

シングル
- 「スリル」 1995
- 「NOCTURNE No.9」 2003

アルバム
- 「King & Queen」 1996

## 配信
藤神キョウヤ
2023年7月22日『憎いアイツ☆』
逢瀬アキラ
- 2020年2月18日
  - BREEZE 編曲
  - Shining☆of☆you 編曲
- 2020年5月
  - 1日 Failure 編曲
  - 8日 煙 編曲
  - 15日 見せて欲しいの 編曲
  - 23日 針の眼 編曲
  - 30日 最期の子守唄 編曲

## ラジオ番組
- 藤神敬也
  - 「Beat Fantasista」 FM三重（放送終了）
  - 「Beat Fantasiata II」 RADIO-i（放送終了）